# Changling Rinpoché
Ngawang Lekshey Gyaltso (né en 1977 à Kalimpong en Inde) est le quinzième dans la lignée des Changling Rinpoché. Sa lignée a été fondée par le Tibétain Rechungpa qui vivait au XIe siècle. 

## Biographie
Ngawang Lekshey Gyaltso est né en 1977 à Kalimpong en Inde. En 1985, Dilgo Khyentsé Rinpoché et Penor Rinpoché ont reconnu l'incarnation de Changling Rinpoché, le principal Tulkou du monastère de Changchub Ling dans la région de Tsang au Tibet central. 
À l'âge de 11 ans, Changling Rinpoché entre au monastère de Shechen au Népal et est intronisé par Khyentsé Rinpoché et ordonné par Trulshik Rinpoché. Au cours de la première année, Rinpoché a appris à lire et à écrire le tibétain. L'année suivante, Shechen ouvrit son collège philosophique et Khyentsé Rinpoché inscrivit Changling Tulku au programme alors qu'il avait douze ans, un âge considérablement plus jeune que d'habitude. Quand Rinpoché avait quinze ans, son professeur racine Khyentsé Rinpoché est décédé. À seize ans, Rinpoché commença à donner des enseignements à d'autres étudiants de l'université. À dix-huit ans, Rabjam Rinpoché, abbé du monastère de Shechen, envoya Changling Rinpoché terminer ses études sur le Sutra du Cœur sous la tutelle des grands khenpos du collège de Penor Rinpoché à Mysore. Rinpoché a pris l'ordination de moine à vingt ans avec Trulshik Rinpoché. Rinpoché a obtenu un diplôme khenpo à l'âge de vingt et un ans.